# Laringoscopia
A Laringoscopia é um procedimento realizado para diagnosticar doenças da laringe. Tal exame é realizado sob anestesia tópica da faringe e da laringe supraglótica. O procedimento é realizado através da boca, com o paciente sentado, permitindo o diagnóstico das doenças da cavidade oral, orofaringe, hipofaringe e da laringe, em especial das pregas vocais. Desta forma vê-se detalhadamente as estruturas da laringe, em busca de lesões orgânicas ou funcionais.
As crianças permitem, na maioria das vezes, a realização da laringoscopia com maior facilidade. Eventualmente a laringoscopia pode não ser tolerada por náuseas ou resistência do paciente. Nesta eventualidade pode ser feita a FIBRONASOFARINGOLARINGOSCOPIA. Saliente-se que a tolerância à laringoscopia ultrapassa a 95%.
No caso de exame visualizado por monitor, o exame recebe o nome de videolaringoscopia. A gravação em fita de vídeo é importante para o médico assistente e para o fonoaudiólogo, pois permite acompanhar a evolução do tratamento.